# Свеска смрти: Прво име
Свеска смрти: Прво име (јап. デスノート) је јапански натприродни трилер филм из 2006. године, заснован на манга серијалу Бележница смрти који је написао Цугуми Оба, а илустровао Такеши Обата. Прича прати токијског студента Лајта Јагамија, који покушава да претвори свет у утопијско друштво без злочина тако што ће починити масовна убиства криминалаца и људи које сматра морално недостојним живота, путем натприродне бележницу која убија свакога чије име је написано на њеним страницама, док га лови елитна оперативна група полицајаца у Токију, предвођена загонетним међународним детективом познатим као „Л”. Филм је режирао Шусуке Канеко, према сценарију који је написао Тецуја Оиши, а дистрибуирао га је Warner Bros. Pictures.
Филм је наишао на позитивне реакције критичара и широм света је зарадио преко 29 милионa долара. Прати га наставак Свеска смрти 2: Последње име, који је изашао исте године. Спиноф филм под насловом Л: Променити свет објављен је 2008, а још један наставак, Свеска смрти: Осветли нови свет, 2016. године.

## Радња
Лајт Јагами је изузетно интелигентан токијски студент који презире криминал и корупцију у свету. Његов живот доживљава драстичну промену када открије мистериозну свеску, познату као „Свеска смрти”, како лежи на земљи. Упутства Свеске смрти тврде да ако је име неке особе написано у њој, та особа ће умрети. Лајт је у почетку скептичан у погледу аутентичности свеске, али након експериментисања са њом, он схвата да су њене моћи стварне. Након сусрета са претходним власником Свеске смрти, шинигамијем (богом смрти) по имену Рјук, Лајт покушава да постане „Бог Новог света” тако што ће убити све оне за које буде сматрао да су зли или који му се нађу на путу.
Ускоро број необјашњивих смрти пријављених криминалаца привлачи пажњу Интерпола, као и мистериозног детектива познатог само као „Л”. Л брзо закључује да се убица, којег јавност назива Кира (јапанска апроксимација енглеске речи „killer”, тј. „убица”), налази у Јапану. Л такође закључује да Кира може да убија људе а да их не додирне. Лајт схвата да ће Л бити његов највећи непријатељ и започиње психолошка игра „мачке и миша” између њих двојице.
Лајт, кога прогоне Л и детектив ФБИ-а Реј Ивамацу, успева да их надмудри, убијајући Реја и друге агенте које је ФБИ послао. Када Рејева вереница, бивша детективка ФБИ-а по имену Наоми Мисора, киднапује Лајтову девојку Шиори Акино, Лајт покушава да је увери да он није Кира. Наоми случајно упуца Шиори и одмах извршава самоубиство док се полиција приближава. Лајт делује жалосно због смрти своје девојке и тражи да се придружи полицији у истрази о Кири да би се осветио, али открива Рјуку да је заправо унапред сазнао Наомино име и да је испланирао смрт и Наоми и Шиори. У последњој сцени, човек покушава да убије Мису Амане, али изненада добија срчани удар, након чега друга Свеска смрти пада на земљу.

## Улоге
| Глумац          | Улога          |
| --------------- | -------------- |
| Тацуја Фуџивара | Лајт Јагами    |
| Кеничи Мацујама | Л / Рјузаки    |
| Шунџи Фуџимура  | Ватари         |
| Такеши Кага     | Соичиро Јагами |
| Ју Каши         | Шиори Акино    |
| Асака Сето      | Наоми Мисора   |
| Шигеки Хосокава | Реј Ивамацу    |
| Ерика Тода      | Миса Амане     |
| Шидо Накамура   | Рјук (глас)    |
| Хикари Мицушима | Сају Јагами    |
| Шин Шимизу      | Канзу Моги     |
| Мет Лаган       | Линд Л. Тејлор |
| Мичико Годаи    | Сачико Јагами  |
| Тацухито Окуда  | Шуичи Ајзава   |
| Сота Аојама     | Тута Мацуда    |
| Икуџи Накамура  | Хироказу Укита |
| Масанори Фуџита | Рјотару Сакаџу |
| Мијуки Комацу   | Санами         |